# Brijesnica
Brijesnica (cyr. Бријесница) – wieś w Bośni i Hercegowinie, w Republice Serbskiej, w mieście Bijeljina. W 2013 roku liczyła 173 mieszkańców.